# 第68軍団 (ロシア陸軍)
第68親衛軍団（だい68しんえいぐんだん、ロシア語: 68-й гвардейский корпус）は、ロシア陸軍の軍団。東部軍管区隷下。
第68軍団の任務は日本方面（北部方面隊）の軍事衝突に備えることとなっている。

## 概要

### 第二次世界大戦
1941年8月14日、第二次世界大戦の影響に伴い、赤軍の第51軍としてクリミア自治ソビエト社会主義共和国（現クリミア共和国）で創設された。戦時中には、陸軍新聞『祖国の息子』を発行していた。
1941年9月から、独ソ戦に投入され、クリミア自治ソビエト社会主義共和国、ウクライナ・ソビエト社会主義共和国、ロシア・ソビエト連邦社会主義共和国、ドイツを転戦して枢軸国に勝利し、戦後に解隊された。

### 冷戦
1977年、ソ連地上軍の第2軍団（ソ連軍の第2軍団なので、ルガンスク人民共和国の第2軍団とは無関係と思われる）を基幹に、ロシア・ソビエト連邦社会主義共和国サハリン州で再編された。
1992年12月26日、ソビエト連邦の崩壊とロシアの独立に伴い、創設されたロシア陸軍に編入した。
1997年、部隊縮小に伴い、第68軍団に改編され、2010年に軍縮で解隊された。
2014年4月、ドンバス戦争の影響に伴い、第18機関銃・砲兵師団、第39独立自動車化狙撃旅団を基幹に、サハリン州で再編された。

### ロシアのウクライナ侵攻

#### 北東部・イジューム戦線
2022年4月中旬、ロシアのウクライナ侵攻では、北東部ハルキウ州イジュームで攻勢を開始し、歩兵不足で第18機関銃・砲兵師団も歩兵部隊として突撃したが、東部ドネツィク州バフムート地区シヴェルシクで撃退された。9月上旬にはウクライナ軍が攻勢を開始し、北東部ハルキウ州の大部分を解放されて撤退した。

#### 東部・南ドネツク戦線
2022年10月下旬、東部ドネツィク州ヴォルノヴァーハ地区に配置され、第29諸兵科連合軍、第1軍団と合同で攻勢を開始し、パウリウカ（ヴフレダール・フロマーダ）を占領したが、ヴフレダールで撃退された。

#### 東部・アウディーイウカ戦線
2023年10月上旬、東部ドネツィク州ポクロウシク地区に再配置され、第39独立親衛自動車化狙撃旅団がDIY戦闘車両を運用してノヴォ・ミハイリウカ（マリンカ・フロマーダ）で攻勢を開始したが、地雷原で撃退されて戦死者1人の損害を出した。
2025年4月16日、名誉名「親衛隊」を授与された。

## 編制
- 第137独立統制大隊（ユジノサハリンスク）
- 第18機関銃・砲兵師団（ゴリャチエ・クリュチ村）
- 第39独立親衛自動車化狙撃旅団（ユジノサハリンスク）
- 第312独立ロケット砲大隊（ダクノエ）
- 第676独立工兵大隊（ダクノエ）
- 第327独立電子戦大隊（ダクノエ）

## 著名な出身者
- ゲオルギー・ザハロフ
- パーヴェル・バトフ
- フョードル・イシドロヴィッチ・クズネツォフ
- ヤーコフ・チェレヴィチェンコ